# 632
| 632                |
| ------------------ |
| Dødsfald - Fødsler |
|                    |

| Gregoriansk kalender | 632 DCXXXII             |
| Ab urbe condita      | 1385                    |
| Armensk kalender     | 81 ԹՎ ՁԱ                |
| Kinesiske kalender   | 3328 – 3329 辛卯 – 壬辰 |
| Etiopisk kalender    | 624 – 625               |
| Jødisk kalender      | 4392 – 4393             |
| Hindukalendere       |                         |
| - Vikram Samvat      | 687 – 688               |
| - Shaka Samvat       | 554 – 555               |
| - Kali Yuga          | 3733 – 3734             |
| Iransk kalender      | 10 – 11                 |
| Islamisk kalender    | 10 – 11                 |

Se også 632 (tal)

## Dødsfald
- 8. juni – Muhammed, muslimsk profet.